# Циано(циклопентадиенил)дикарбонилманганат натрия
Циано(циклопентадиенил)дикарбонилманганат натрия — металлоорганическое соединение, карбонильный комплекс марганца и натрия с формулой Na[Mn(CO)2(C5H5)(CN)],
светло-жёлтые кристаллы, растворяется в воде.

## Получение
- Реакция раствора трикарбонил(циклопентадиенил)марганца в бензоле и бис(триметилсилил)амида натрия:

{\displaystyle {\mathsf {Mn(CO)_{3}(C_{5}H_{5})+NaN[Si(CH_{3})_{3}]_{2}\ {\xrightarrow {120^{o}C}}}}}
{\displaystyle {\mathsf {{\xrightarrow {120^{o}C}}\ Na[Mn(CO)_{2}(C_{5}H_{5})(CN)]+O[Si(CH_{3})_{3}]_{2}}}}

## Физические свойства
Циано(циклопентадиенил)дикарбонилманганат натрия образует светло-жёлтые кристаллы, неустойчивые на воздухе.
Хорошо растворяется в воде, этаноле и эфире.